# Kostel Narození Panny Marie (Česká Lípa)
Kostel Narození Panny Marie v České Lípě je římskokatolický filiální kostel spravovaný z českolipské městské farnosti – děkanství. Barokní sakrální stavba pochází z let 1710 – 1714. Od roku 1965 je kostel chráněn jako kulturní památka. Kostel  Narození Panny Marie je zároveň součástí městské památkové zóny Česká Lípa, vyhlášené v roce 1992.

## Historie

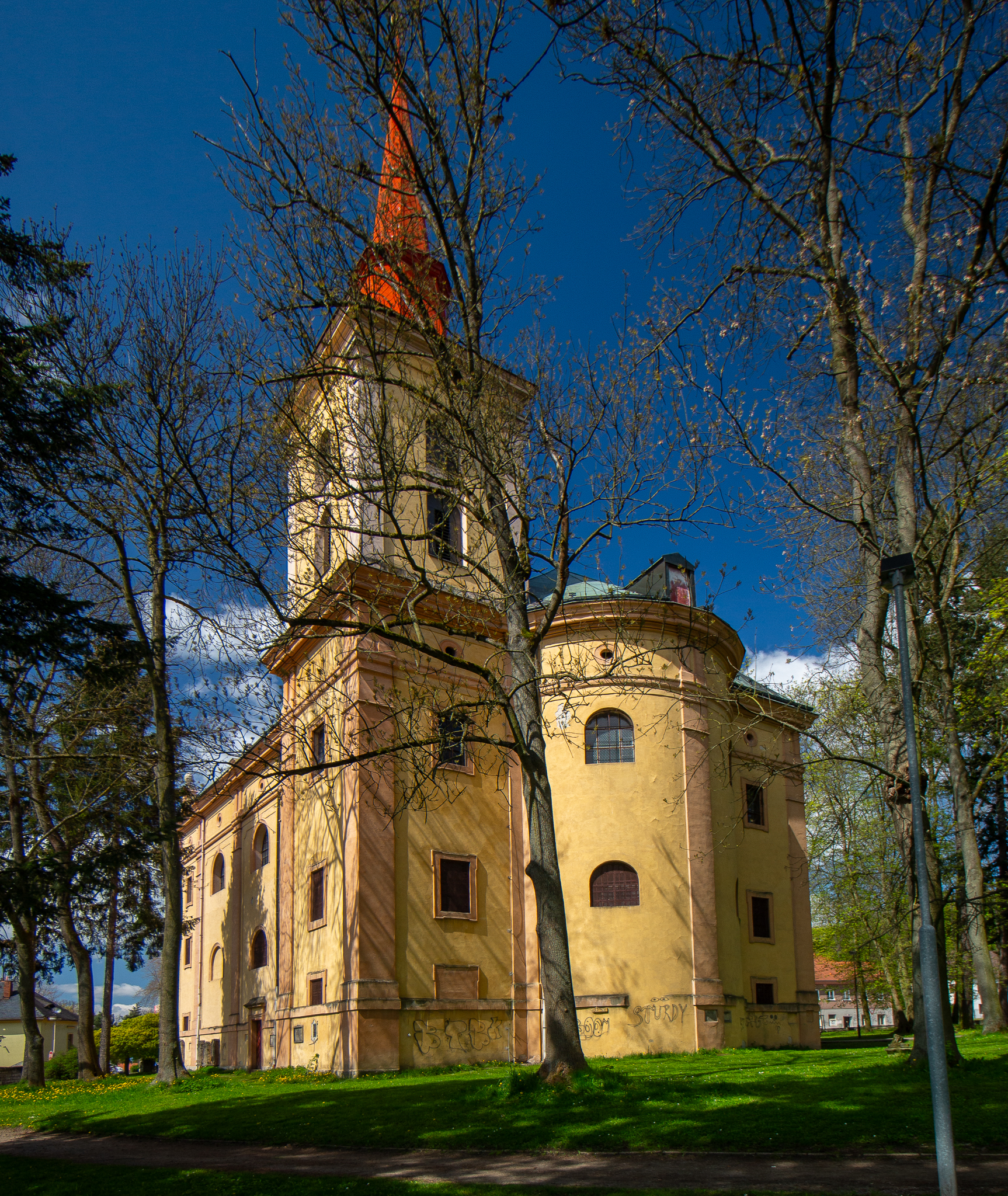
Závěr kostela s věží

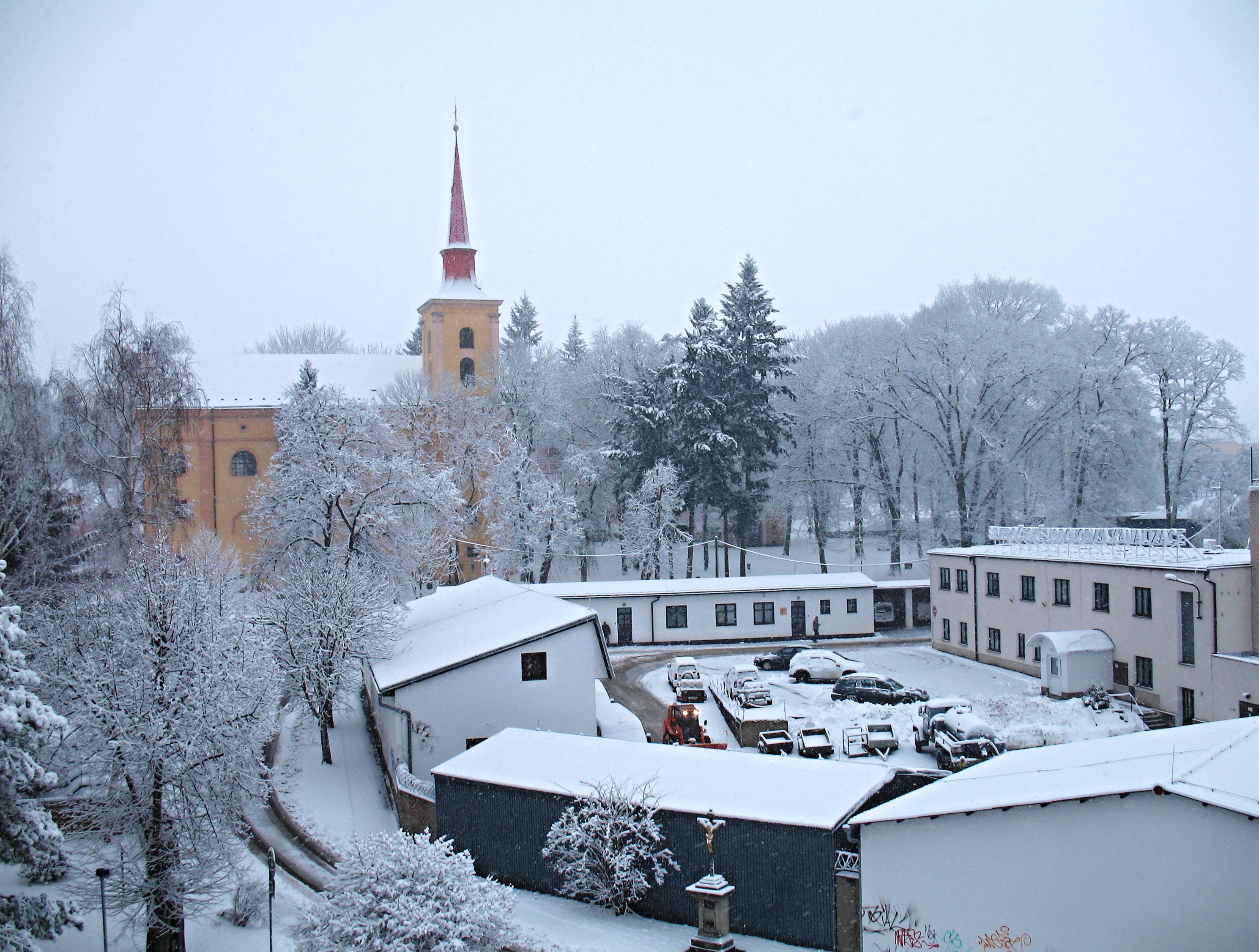
Kostel s bývalým hřbitovem v zimě

Barokní kostel Narození Panny Marie se nachází na Palackého náměstí a při ulicí Újezd. Byl vystavěn stavitelem Josefem Abbondiem v letech 1710 až 1714 v prostoru, kde dříve stál dřevěný gotický kostel z roku 1381. Věž byla ke kostelu přistavěna až v roce 1873.
Ve druhé polovině 20. století přestal být užíván k duchovním účelům a v jeho prostorách bylo zřízeno skladiště. Záhy po roce 1989 byl však z iniciativy tehdejšího českolipského administrátora, augustiniána P. Ivana Josefa Peši svépomocně opraven a litoměřický biskup Josef Koukl kostel znovu vysvětil. Od té doby se v něm opět slouží pravidelné bohoslužby.

## Interiér kostela
V kostele je mimo hlavního oltáře roku 1718 také šest bočních oltářů. Prostřední boční oltář při severní stěně nese v barokním rámu gotickou deskovou malbu mrtvého Krista na klíně Panny Marie, která byla již součástí vybavení původního gotického kostela, který stával na místě dnešního. Na dalším z bočních oltářů je barokní obraz burgundského malíře Jeana Clauda Monnota, znázorňující místního lékaře, pečujícího o oběti morové epidemie, která postihla Českou Lípu v roce 1580. 
Pozoruhodnou součástí kostelního mobiliáře  jsou chórové lavice v presbytáři. Tyto lavice, bohatě zdobené intarziemi, byly do České Lípy přemístěny z Prahy ze zrušeného benediktinského kláštera sv. Mikuláše na Starém Městě.
V českolipské farnosti je dodnes dodržován zvyk slavit v kostele každoročně 21. listopadu děkovnou bohoslužbu, připomínající konec morové epidemie ve městě.[zdroj?]

## Okolí kostela
U kostela byl městský hřbitov, zrušený v roce 1885, z něhož se zachovala empírová hrobka českolipského továrníka a významného sběratele a mecenáše Heinricha Wedricha. V prostoru někdejšího hlavního městského pohřebiště jsou patrné pozůstatky řady náhrobků, většinou silně poškozených. Několik zachovalejších náhrobních desek je také na zdi kostela.

## Galerie

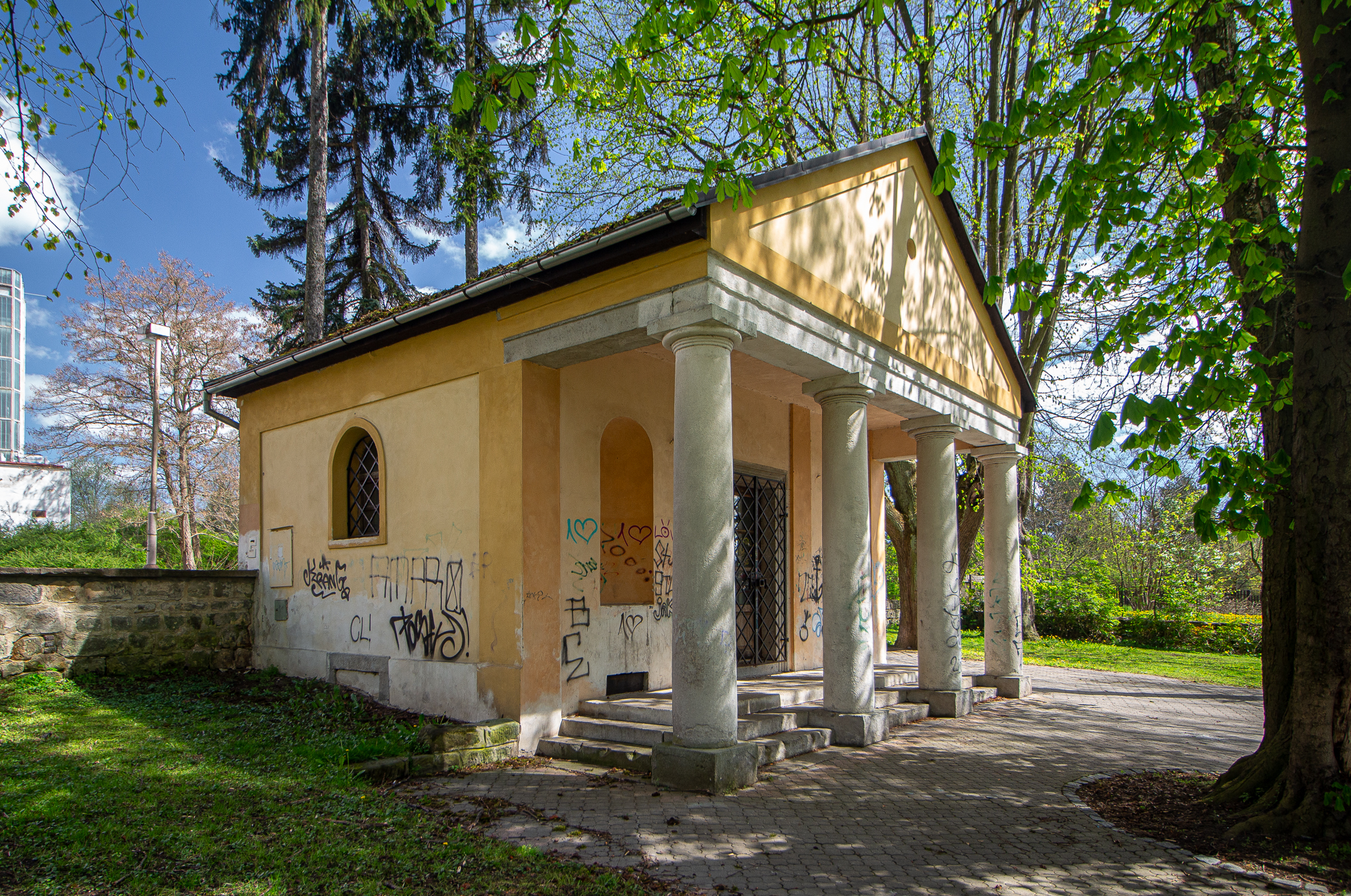
Empírová hrobka rodiny Wedrichů
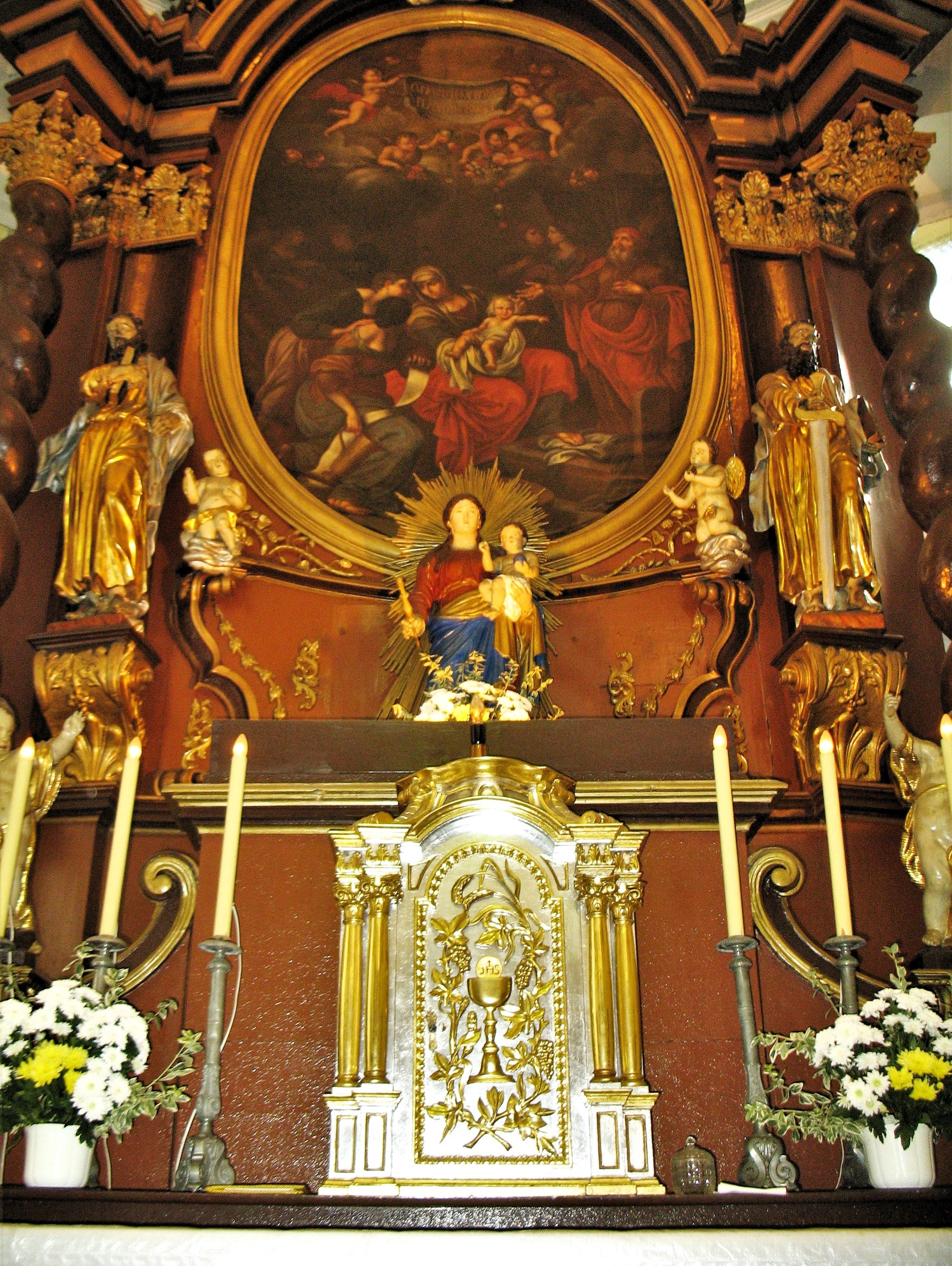
Detail hlavního oltáře
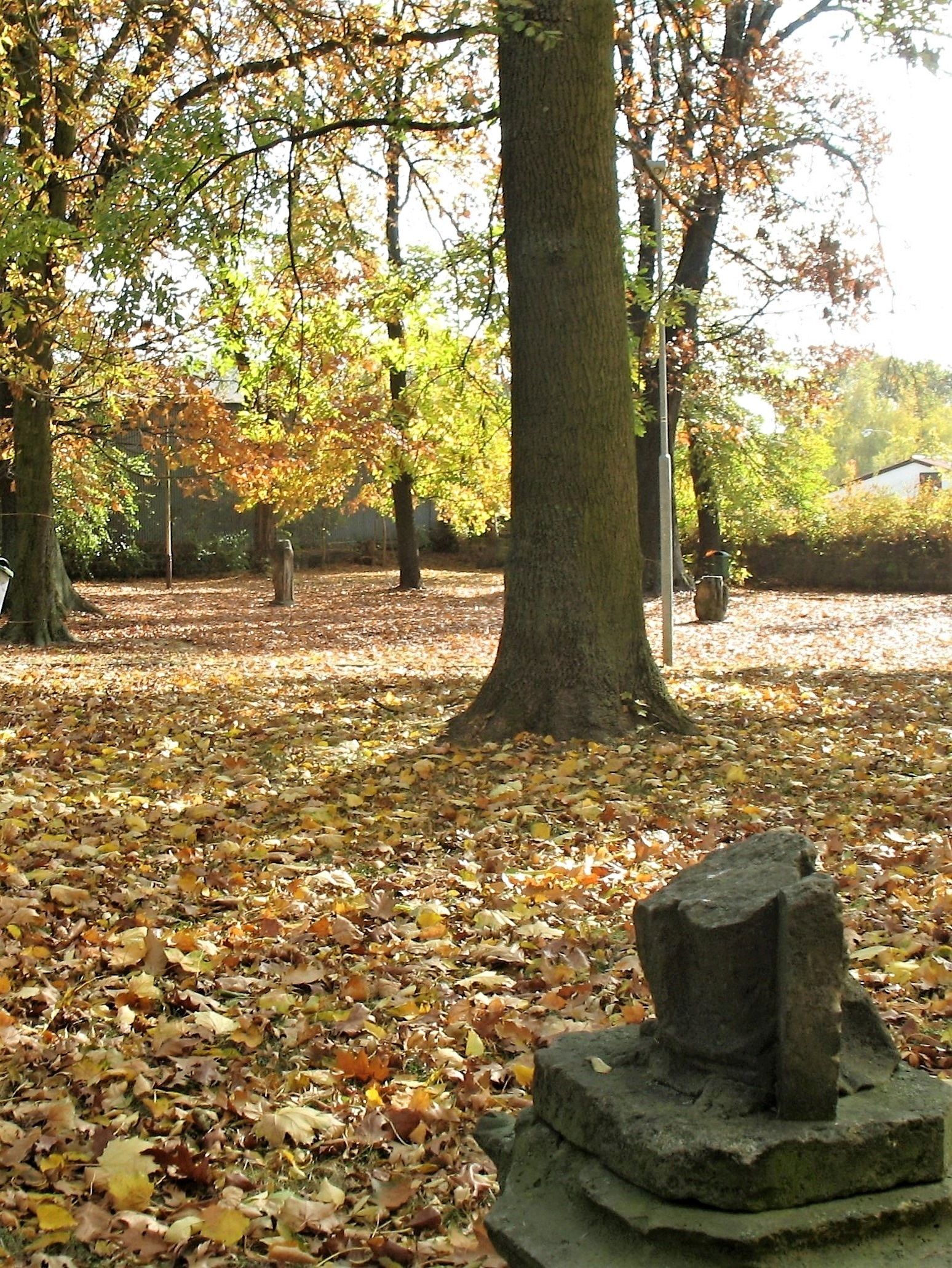
Pozůstatky náhrobků na bývalém hřbitově
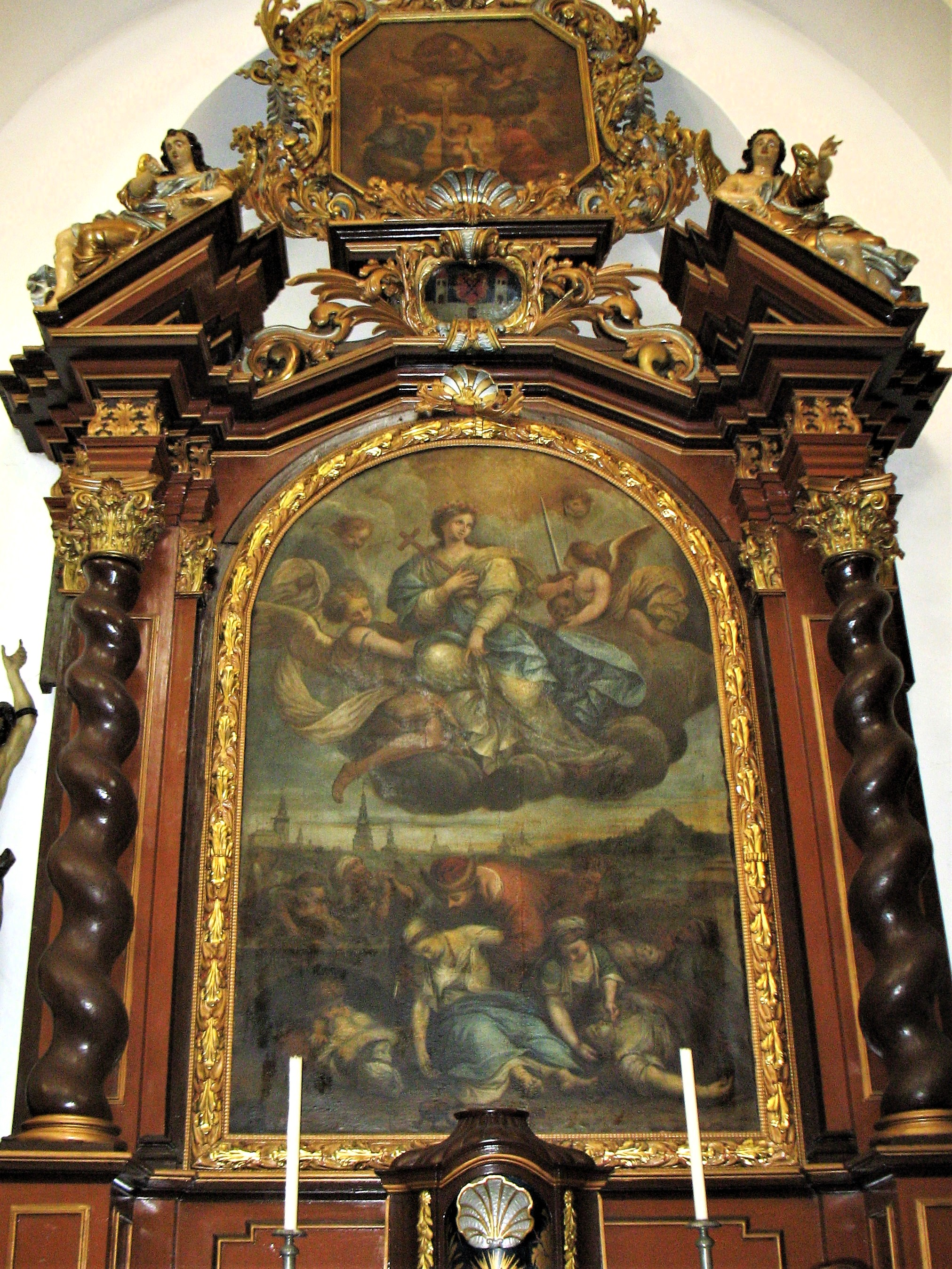
Oltář s tzv. morovým obrazem
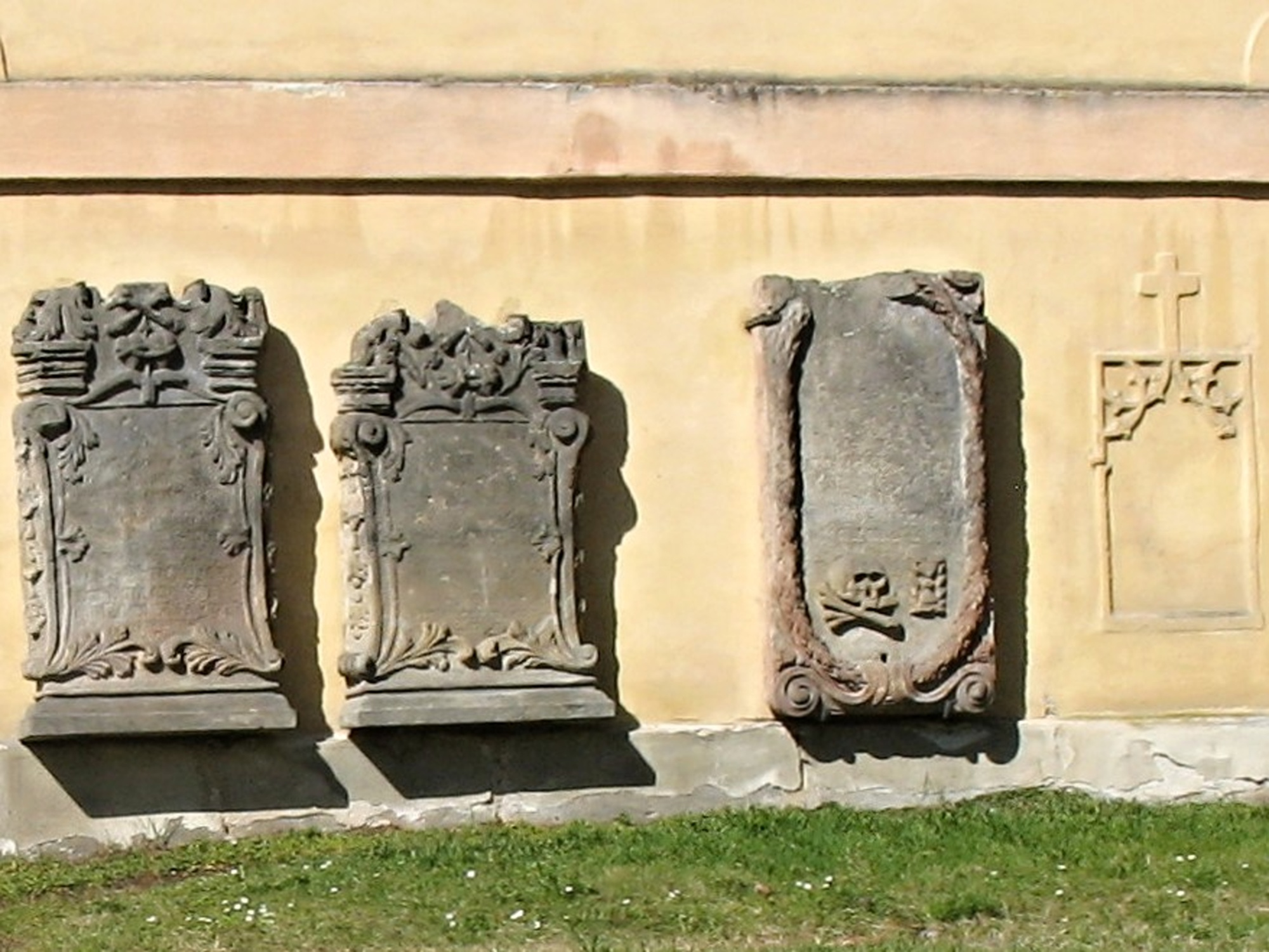
Náhrobníky na zdi kostela